# Pleurodynie
Pleurodynie (von altgriechisch πλευρά ‚Seite‘, ‚Flanke‘, ‚Rippe‘ und οδύνη ‚Schmerz‘) bezeichnet Schmerzen im Bereich der Pleura (Rippenfell). Diese Schmerzen treten als Symptom bei verschiedenen Erkrankungen des Rippenfells auf, insbesondere bei Pleuritis.
Siehe auch: Bornholm-Krankheit (Pleurodynia epidemica)